# Pararozanilină

Se obţine din condensarea toluidinei cu 2 molecule de anilină

Pararozanilina este baza carbinolică a parafucsinei, colorant roșu solubil în apă.Împreună cu parafucsina și alți derivați formează fucsina.